# Арифметична комбінаторика
Арифмети́чна комбінато́рика — міждисциплінарна галузь математики, що вивчає залежність між структурами, що утворюються в полі (рідше — в кільці) операцією додавання і операцією множення.
Підхід до поняття структури тут аналогічний адитивній комбінаториці і ґрунтується переважно на розмірі множини сум (або добутків), адитивної (або мультиплікативної) енергії та різних їх комбінаціях. Як поле зазвичай розглядають дійсні чи раціональні числа ({\displaystyle {\mathbb {R} }}, {\displaystyle {\mathbb {Q} }}) та остачі за простим модулем ({\displaystyle {\mathbb {F} }_{p}}).

## Неоднозначність термінології та предмет статті
Адитивна й арифметична комбінаторика — молоді науки, що активно розвиваються. Їхні методи та способи постановки завдань дуже схожі, тому, як правило, адитивну комбінаторику вважають частиною арифметичної. У цій статті описано лише теми, що містять у тому чи іншому вигляді обидві операції поля або зворотні до них, тобто які не належать до суто адитивної комбінаторики (хоча остання становить значну частину арифметичної).
Крім того, тут не порушуються питання про адитивно-комбінаторні властивості мультиплікативних підгруп {\displaystyle {\mathbb {F} }_{p}^{*}} і пов'язаних з ними множин, оскільки, хоча їх визначення пов'язане зі множенням, але їхня мультиплікативна структура жорстко зафіксована, а комбінаторна складова цієї науки передбачає ту чи іншу спільність щодо ступеня структурованості (хоча б із параметром, що виступає в ролі константи).

## Мотивація
Розвиток арифметичної комбінаторики значною мірою мотивований появою теореми сум-добутків, яка говорить про неодмінне розростання множини від застосування до неї або комбінаторного підсумовування, або перемноження, тобто однієї з двох операцій:
{\displaystyle A+A=\left\lbrace {a_{1}+a_{2}:a_{1},a_{2}\in A}\right\rbrace }
{\displaystyle A\times A=\left\lbrace {a_{1}\cdot a_{2}:a_{1},a_{2}\in A}\right\rbrace }
З цього випливає, що комбінування цих операцій також тягне за собою розростання: якщо {\displaystyle \{0,1\}\subset A}, то
{\displaystyle |A(A+A)|\gg \max\{|A(A+0)|,|1(A+A)|\}=\max\{|AA|,|A+A|\}} ,
а додавання до {\displaystyle A} скінченного числа елементів впливає на зростання лише несуттєво. Оскільки теорему сум-добутків доведено лише в слабкій формі (далекій від гіпотези), деякі вчені почали цікавитися отриманням тверджень такого роду, які випливали б із сильніших форм гіпотези, ніж доведені, а згодом — загалом вивченням співвідношення між результатами різних комбінацій двох операцій поля.
Наприклад, гіпотеза Ердеша — Семереді про суми-добутки стверджує, що
{\displaystyle \max\{|A+A|,|AA|\}\geq |A|^{2-o(1)}\ \forall A\subset {\mathbb {R} }}
З цієї гіпотези випливало б, що {\displaystyle |AA+A|\geq |A|^{2-o(1)}}, але для множин {\displaystyle A\subset {\mathbb {N} }} такий результат легко отримати і без неї простим комбінаторним міркуванням.

## Завдання та результати
У цьому розділі для опису результатів використовуються загальноприйняті записи (пояснення наведено в O-нотації):
- {\displaystyle X\ll Y} означає, що {\displaystyle X=O(Y)}
- {\displaystyle X\lesssim Y} означає, що {\displaystyle X\leq (\log |A|)^{O(1)}Y}

### Раціональні вирази

#### Постановка питання
Назвемо раціональним виразом над множинами {\displaystyle A_{1},\dots ,A_{k}} будь-яку комбінацію арифметичних операцій ({\displaystyle +,-,\times ,/}) між ними. Під операцією тут мають на увазі застосування за принципом множини сум:
{\displaystyle A\circ B=\{a\circ b\ :\ a\in A,\ b\in B\}}
Наприклад, такі множини є раціональними виразами над {\displaystyle A,B,C}:
- самі множини {\displaystyle A,\ B,\ C};
- {\displaystyle A(A-A)=\{a(b-c)\ :\ a,b,c\in A\}} — раціональний вираз над {\displaystyle A};
- {\displaystyle A+BC=\{a+bc\ :\ a\in A,\ b\in B,\ c\in C\}}.

За аналогією з адитивною енергією, яку часто використовують для оцінки множини сум, буває зручно розглядати число розв'язків симетричного рівняння з раціональним виразом. Наприклад,
{\displaystyle E_{AB+C}=\#\{(a_{1},a_{2},b_{1},b_{2},c_{1},c_{2})\in A^{2}\times B^{2}\times C^{2}|:\ a_{1}+b_{1}c_{1}=a_{2}+b_{2}c_{2}\}}

Істотну частину проблематики арифметичної комбінаторики можна виразити такою постановкою питання.
| Нехай {\displaystyle {\mathbb {F} }} — деяке поле (або нескінченне, або досить велике із заданого сімейства скінченних), {\displaystyle R_{1},\dots ,R_{n}} — раціональні вирази, причому хоча б в одному з них використовується {\displaystyle +} або {\displaystyle -} і хоча би в одному {\displaystyle \cdot } або {\displaystyle /}. Нехай також для деяких {\displaystyle N} і множин {\displaystyle A_{1},\dots ,A_{k}\subset {\mathbb {F} }} виконуються співвідношення {\displaystyle \|A_{j}\|=N^{\alpha _{j}},\ j=1,\dots ,k} {\displaystyle \|R_{i}(A_{1},\dots ,A_{k})\|=N^{\beta _{i}},\ i=1,\dots ,n} {\displaystyle E_{R_{i}(A_{1},\dots ,A_{k})}=N^{\gamma _{i}},\ i=1,\dots ,n} Питання Як при {\displaystyle N\to \infty } обмежено множину можливих значень {\displaystyle (\alpha _{1},\dots ,\alpha _{k},\beta _{1},\dots ,\beta _{k},\gamma _{1},\dots ,\gamma _{n})}, залежно від {\displaystyle {\mathbb {F} },R_{1},\dots ,R_{n}}? Примітка Якщо поле скінченне, то набір {\displaystyle (\alpha _{1},\dots ,\gamma _{n})} доречно доповнити параметром {\displaystyle \varepsilon }, де {\displaystyle N=\|{\mathbb {F} }\|^{\varepsilon }}. |

Наприклад, гіпотеза про суми-добутки стверджує, що якщо {\displaystyle {\mathbb {F} }={\mathbb {R} }}, {\displaystyle R_{1}(A)=A+A}, {\displaystyle R_{2}(A)=A\cdot A}, то {\displaystyle \max\{\gamma _{1},\gamma _{2}\}=2} (тут {\displaystyle k=1,\ n=2}).
Як правило, вдається вивести лінійні співвідношення між величинами {\displaystyle \alpha _{1},\dots ,\gamma _{n}}, тобто нерівності між добутками та степенями різних величин {\displaystyle |A_{j}|,\ |R_{i}(A_{1},\dots ,A_{k})|,\ E_{R_{i}(A_{1},\dots ,A_{k})}}.

#### Деякі результати
Про узагальнення сум та добутків:
{\displaystyle \forall A\subset {\mathbb {R} }:\ |AA+AA+AA+AA|\geq {\frac {1}{2}}|A|^{2}};
{\displaystyle \forall A\subset {\mathbb {F} }_{p}:|A|<p^{1/4}\Rightarrow |A(A-A+A-A)+A(A-A)|\geq |A|^{2}};
{\displaystyle \exists c>0:\ \forall B,C\subset {\mathbb {R} }:\ |(B+C)(B+C)|\geq |B+C|^{1+c}};
{\displaystyle \exists c>0:\ \forall A\subset {\mathbb {R} }:\ |AA+A|\geq |A|^{{\frac {3}{2}}+c}};
{\displaystyle \exists c_{1},c_{2}>0:\ \forall A\subset {\mathbb {R} }:\ |A+A|\leq |A|^{1+c_{1}}\Rightarrow |AAA|\geq |A|^{2+c_{2}}};
{\displaystyle \forall A\subset {\mathbb {R} }:\ |(A-A)(A-A)(A-A)|\gtrsim |A|^{2+{\frac {1}{8}}}}.
Про узагальнення енергій:
- {\displaystyle E_{A+B}^{2}\leq |A/B|E_{(A+B)/B}}[12];
- для будь-кого {\displaystyle k\in {\mathbb {N} }} якщо {\displaystyle A\subset {\mathbb {F} }_{p},\ |A|\geq p^{c(k)}}, то {\displaystyle E_{(A-A)^{k}}\sim {\frac {|A|^{4k}}{p}}}, причому {\displaystyle c(k)\to {\frac {1}{2}}} при {\displaystyle k\to \infty }[13].

### Зсуви

#### Постановка питання
Ідея оцінки раціональних виразів, що поєднують різні операції, виходить з того, що застосування до множини адитивної операції позбавляє її мультиплікативної структури. Цей принцип можна розширити на випадок, коли множина змінюється не складною комбінаторною операцією поелементного додавання, а звичайним адитивним зсувом — додаванням до всіх елементів множини одного числа. Очікується, що від цього мультиплікативна структура множини повинна в більшості випадків змінюватись (наприклад, якщо {\displaystyle |AA|\ll |A|}, то {\displaystyle |(A+d)(A+d)|\gg |A|^{1+c}} для деякого {\displaystyle c>0} при всіх чи майже всіх {\displaystyle d}).
| Питання Як при фіксованому (але довільному) {\displaystyle A\subset {\mathbb {F} }} залежать одна від одної мультиплікативні властивості (розмір множини добутків та мультиплікативна енергія) множин {\displaystyle A+u,\ u\in {\mathbb {F} }}. А також які спільні мультиплікативні властивості множин {\displaystyle A+u_{1},\dots ,A+u_{k}} за різних {\displaystyle u_{1},\dots ,u_{k}} (наприклад, чи існують нетривіальні оцінки на {\displaystyle \|A(A+1)\|})? |

#### Деякі результати
- якщо {\displaystyle A\subset {\mathbb {F} }_{p}} при простому {\displaystyle p}, то:
  - {\displaystyle |A|<p^{5/8}\Rightarrow |A(A+1)|\gg |A|^{6/5}}[15];
  - {\displaystyle |A|<p^{1/4}\Rightarrow |A(A+1)|\gtrsim |A|^{11/9-o(1)}}[16];
- {\displaystyle \forall A\subset {\mathbb {R} }_{+}:\ \forall a\in {\mathbb {R} }\setminus \{0\}:\ |A(A+1)|\ll |A|\Rightarrow E_{\times }(A,A+a)\lesssim |A|^{32/13}}[17];
- {\displaystyle \forall A\subset {\mathbb {Q} }_{+}:\ |AA|\ll |A|\Rightarrow |(A+1)^{k}|\gg _{k}|A|^{k}}[18];
- {\displaystyle \forall A\subset {\mathbb {R} }_{+}:\ |AA|^{4}|(A+1)(A+1)|\gtrsim |A|^{6}}[19];
- {\displaystyle \forall A\subset {\mathbb {R} }_{+}:\ |(A+1)(A+1)(A+1)|^{16}|AA|^{78}\gtrsim |A|^{111}}[20];
- {\displaystyle \forall A\subset {\mathbb {Q} }_{+}\forall u\subset {\mathbb {Q} }\setminus \{0\}:\ \max \left\lbrace {|A^{k}|,|(A+u)^{k}|}\right\rbrace \gg |A|^{b(k)}}, где {\displaystyle b(k)\to \infty } при {\displaystyle k\in \infty }[21].

### Многочлени

#### Постановка питання
Ідея комбінування додавання та множення природно приводить до розгляду многочленів, тобто таких самих раціональних виразів, але в яких одна змінна може з'являтися кілька разів (і тим самим складніше впливати на структуру отримуваної множини). Виявляється, в цьому випадку для забезпечення безумовного зростання не обов'язково використовувати три копії множини (як у виразі {\displaystyle A+AA}), а досить підібрати потрібний многочлен від двох змінних. Вперше таку властивість помітив Бургейн для многочлена {\displaystyle x^{2}+xy}.
Також, за аналогією з теоремою сум-добутків, вивчаються оцінки знизу на {\displaystyle \max\{|A+A|,|f(A,A)|\}} для довільних многочленів {\displaystyle f}.

#### Деякі результати
Перший результат Бургейна: нехай {\displaystyle A,B\subset {\mathbb {F} }_{p},\ |A|\sim |B|\sim p^{\alpha },\ \alpha \in (0;1)} . Тоді для деякого {\displaystyle \varepsilon =\varepsilon (\alpha )>0} істинне, що
{\displaystyle \#\{a^{2}+ab\ :\ a\in A,\ b\in B\}\geq N^{1+\varepsilon }}.
Під час порівняння {\displaystyle |A+A|} і {\displaystyle |f(A,A)|} велике значення має виродженість многочлена {\displaystyle f}. Якщо він вироджений, тобто подаваний у вигляді {\displaystyle f=g(l(x,y))}, де {\displaystyle l,g} — многочлени і {\displaystyle \deg l=1}, то обидві суми можуть виявитися малими, якщо {\displaystyle A} — арифметична прогресія, адже {\displaystyle |f(A,A)|\leq |l(A,A)|}. Тому результати формулюються лише для невироджених многочленів:
- якщо {\displaystyle \deg f=2}, то {\displaystyle \forall A\subset {\mathbb {F} }_{p}\ :\ |A|\leq p^{5/8}\Rightarrow \max\{|A+A|,|f(A,A)|\}\gg |A|^{6/5}}[25];
- якщо {\displaystyle \deg f=d}, то {\displaystyle \forall A\subset {\mathbb {F} }_{p}\ :\ \max\{|A+A|,|f(A,A)|\}\gg \min \left\lbrace {{\frac {|A|^{3/2}}{dp^{1/4}}},{\frac {p^{1/3}|A|^{2/3}}{d^{1/3}}}}\right\rbrace }[26].

### Матричне множення

#### Властивості
Існують результати про множини добутків набору матриць з тієї чи іншої матричної підгрупи (наприклад, {\displaystyle {\mbox{SL}}_{2}({\mathbb {R} })} або групи Гейзенберга). Строго кажучи, ці результати стосуються однієї групової операції (матричного множення), так що їх можна віднести до адитивної комбінаторики. Але злиття у визначенні цієї операції і додавання, і множення елементів, а також некоммутативність, що виникає з цього, роблять її властивості дуже нетиповими в порівнянні зі звичайними груповими операціями, на зразок додавання дійсних чисел.
Наприклад, множина матриць часто може зростати від добутку на самого себе за дуже простих умов (великого розміру, обмеження на окремі елементи або відмінності від підгруп).

#### Деякі результати
Більшість результатів про матричні групи, коли вони стосуються довільних наборів матриць, аналізує величину {\displaystyle |AAA|}, а не {\displaystyle |AA|}. Це не випадковість, а технічна потреба, пов'язана з некомутативністю:
- якщо {\displaystyle A\subset {\mathbb {R} }}, то для множини матриць {\displaystyle {\mathcal {A}}=\left\lbrace {{\begin{pmatrix}1&a&0\\0&1&b\\0&0&1\end{pmatrix}}\ :\ a,b\in A}\right\rbrace } (воно лежить у групі Гейзенберга) істинне, що {\displaystyle |{\mathcal {A}}{\mathcal {A}}|\gg |{\mathcal {A}}|^{7/4+c}}, де {\displaystyle c>0}[29];

- нехай {\displaystyle A\subset {\mbox{SL}}_{2}({\mathbb {F} }_{p})} породжує всю групу {\displaystyle {\mbox{SL}}_{2}({\mathbb {F} }_{p})} і {\displaystyle \forall a\in A\ :\ a^{-1}\in A} . Тоді {\displaystyle |AAA|\gg \min\{|A|^{21/20},\ |{\mbox{SL}}_{2}({\mathbb {F} }_{p})|\}}[30];
- {\displaystyle \forall A\subset {\mbox{SL}}_{n}({\mathbb {F} }_{p})\ :\ |A|>2|G|^{1-{\frac {1}{3(n+1)}}}\Rightarrow AAA={\mbox{SL}}_{n}({\mathbb {F} }_{p})} (Для інших груп можлива аналогічна оцінка, яка залежить від розмірності її представлень)[31];
- якщо {\displaystyle A\subset {\mbox{SL}}_{3}({\mathbb {F} }_{p})} і {\displaystyle |AAA|\ll |A|^{1+\delta },\ \delta >0}, то структура {\displaystyle A} сильно пов'язана з підгрупами {\displaystyle A\subset {\mbox{SL}}_{3}({\mathbb {F} }_{p})} (цей зв'язок можна виразити в термінах {\displaystyle \delta })[32].

#### Застосування
Аналітичні методи вивчення зростання в групі {\displaystyle {\mbox{SL}}_{2}({\mathbb {F} }_{p})} та групах Шевале можна використати для виведення спеціальної форми гіпотези Заремби.